# Lithacodia jora
Lithacodia jora är en fjärilsart som beskrevs av William Schaus 1911. Lithacodia jora ingår i släktet Lithacodia och familjen nattflyn. Inga underarter finns listade i Catalogue of Life.